# ルーカス・ムーディソン
ルーカス・ムーディソン（Lukas Moodysson、本名：Karl Fredrik Lukas Moodysson、1969年1月17日 - ）は、スウェーデンの映画監督。

## 略歴
マルメで生まれる。23歳の時に詩集や小説を執筆・出版していた。スウェーデン国立映画学校ドラマチスカ・インスティテュートで映画製作を学ぶ。短編の監督からキャリアをスタートさせた。
1998年に『ショー・ミー・ラヴ』で長編監督デビュー。同作品は多数の映画祭で上映され、一躍その名を知られるようになる。スウェーデンでは『タイタニック』を超える大ヒットとなった。
2002年の『リリア 4-ever』は第15回ヨーロッパ映画賞の作品賞にノミネートされた。日本では劇場未公開・DVD未発売だが、洋画★シネフィル・イマジカ（現イマジカBS）で放送された。
2009年にはガエル・ガルシア・ベルナルとミシェル・ウィリアムズ主演の『マンモス 世界最大のSNSを創った男』が第59回ベルリン国際映画祭で上映された。
2013年、『ウィ・アー・ザ・ベスト!』が第26回東京国際映画祭のコンペティション部門に出品され、東京サクラグランプリを受賞した。

### 私生活
1994年に漫画家のココ・ムーディソンと結婚し、3人の子供がいる。フェミニストでベジタリアン、敬けんなキリスト教徒でもある。

## 主な監督作品
- ショー・ミー・ラヴ Fucking Åmål (1998)
- エヴァとステファンとすてきな家族 Tillsammans (2000)
- リリア 4-ever Lilja 4-ever (2002)
- マンモス 世界最大のSNSを創った男 Mammut (2009)
- ウィ・アー・ザ・ベスト! Vi är bäst! (2013)